# پشته گیش
پشته گیش، روستایی در دهستان برنطین بخش مرکزی شهرستان رودان در استان هرمزگان ایران است.

## جمعیت
بر پایه سرشماری عمومی نفوس و مسکن در سال ۱۳۹۵، جمعیت این روستا برابر با ۳۵۰ نفر ('۹۶ خانوار) بوده‌است.